# Oxycoryphe narendrani
Oxycoryphe narendrani är en stekelart som beskrevs av Sheela och Soumyendra Nath Ghosh 2004. Oxycoryphe narendrani ingår i släktet Oxycoryphe och familjen bredlårsteklar. Inga underarter finns listade i Catalogue of Life.